# Aviação da Guerra Etíope-Eritreia
As forças aéreas da Etiópia e da Eritreia desempenharam um papel significativo na guerra de 1998-2000. As partes alocaram fundos significativos para apoiar o bom estado de suas aeronaves e sua modernização, o que deveria ter sucesso em todo o conflito. Se no início do país sentiu uma escassez de pilotos, instrutores e técnicos, teve problemas significativos com a capacidade de combate de veículos de combate, então no final do confronto, a situação mudou devido à aplicação de esforços máximos para aumentar a força aérea, Suprimentos estrangeiros, ajuda de mercenários e especialistas militares das ex-repúblicas soviéticas (principalmente russos e ucranianos). Durante o conflito armado, foram descobertas várias características das aeronaves das séries MIG e Su, que anteriormente não eram registradas nas condições climáticas da Etiópia e da Eritreia.
Aviões e helicópteros estavam envolvidos em bombardeios, reconhecimento aéreo, evacuação, lutando uns com os outros. De acordo com estimativas mínimas, as perdas em equipamentos de aviação foram unidades 5 dos eritreus (4 MiG-29, 1 Aermacchi MB-339) e unidades 8 nos Etíopes (3 Mig-21, 1 MiG-23, 1 Su-25, 2 Mi-24/35). Durante os incidentes não-combatentes, mais quatro veículos sofreram: o Su-27SK etíope e o MiG-21, o Il-76MD ucraniano, que caiu em acidentes aéreos, e o sul-africano Learjet-35A, erroneamente abatido pela Etiópia.